# Stora Malmmyrtjärnen
Stora Malmmyrtjärnen är en sjö i Härjedalens kommun i Hälsingland och ingår i Ljusnans huvudavrinningsområde.